# Otto Rung
Otto Christian Henrik Rung, född den 16 juni 1874 i Köpenhamn, död den 19 oktober 1945, var en dansk författare. Han var son till meteorologen Georg Rung och sonson till tonsättaren Henrik Rung.
Rung tog juridisk examen 1900, var 1907-19 fullmäktig i Kriminalretten och sedan 1919 protokollssekreterare i Højesteret. Han utgav 
romanerna Det Uafvendelige (1902), Sidste Kamp (1904), Skyggernes Tog (1909), Lønkammeret (1912), Den lange Nat (1913), Den store Karavane (1914), Paradisfuglen (1919), Da Vandene sank (1922) och Englen med Æselsørene (1924), vidare flera samlingar mindre berättelser, bland andra Den røde Halvmaane (1923), och några skådespel.
Rung tillhörde sin tids märkligare danska romanförfattare. Han valde med förkärlek ämnen från det gamla Köpenhamn och den värld av hela eller halva förbrytare, som han kände till från sin juridiska verksamhet. Med intimt, osentimentalt förstående och en efter utländska mönster skolad teknik skapade han en mängd fängslande, säkert iakttagna figurer och interiörer från det samtida Danmark.